# Miro Pušnik
Miro Pušnik, slovenski raziskovalec in informatik * 30. junij 1963, Črna na Koroškem.
Na Univerzi v Ljubljani je pridobil naziv univerzitetni inženir zootehnike in magister naravoslovno tehniške informatike. Od leta 2009 je direktor Centralne tehniške knjižnice Univerze v Ljubljani. 
Njegovo strokovno in raziskovalno delo obsega predvsem analizo in spodbujanje sodobnih metod znanstvenega komuniciranja kot so na primer prakse odprte znanosti, odgovorne metrike vrednotenja znanstvenoraziskovalnega dela ter vključevanje in povezovanje širše skupnosti v znanstvenoraziskovalno delo. Bil je med ustanovitelji slovenske Mreže občanske znanosti. Aktivno je sodeloval pri upravljanju Koalicije S, aktiven je tudi bil v delovnih skupinah Evropskega oblaka odprte znanosti ter pri aktivnostih Slovenske skupnosti odprte znanosti. Je predsednik Nacionalnega sveta za knjižnično dejavnost Republike Slovenije.